# QX Gaygalan 2024
QX Gaygalan 2024 var den 26:e QX Gaygalan och den hölls på Cirkus i Stockholm den 5 februari 2024. Galan leddes av Robert Fux, som också var nominerad i kategorin Årets HBTQ. Ett längre sammandrag sänds på TV4 måndagen 12 februari. Priser delades ut i 10 kategorier, med fem nominerade i varje kategori. De flesta nomineras av QX läsare, men tidningens redaktion utser pristagaren till Hederspriset. Tidigare priset Årets hetero namnändrades till Årets Darling, för att de nominerade inte skulle outas som heterosexuella. Dragshowartisten Elecktra blev vinnare i tre kategorier; årets drag, årets låt (för Unna daj) och årets TV med Drag Race Sverige.

## Nominerade och vinnare
Vinnarna listade i fetstil.
| Årets HBTQ | Årets Darling |
| --- | --- |
| - Ellen Krauss - William Spetz - Edvin Törnblom - Lee Christiernsson - Robert Fux | - Hanna Hellquist - Peg Parnevik - Finn Filén, överläkare på Venhälsan - Andreas Norlén - Kayo |
| Årets Hederspris | |
| Gert och Lasse Ackered, som symboler för de familjer som blir familjehem och öppnar upp sina hem för ensamkommande flyktingbarn.                                                                      | |
| Årets drag | Årets ställe |
| - Elecktra - Vanity Vain - Liam Teasem - Admira Thunderpussy - Fontana | - Bee bar - Backdoor - Secret garden - The Blue Oyster - Moxy |
| Årets bok | Årets Keep up the good work |
| - Fjollornas fest - Jonas Gardell - Jag sa inte ens hälften - Nilla Fischer - Nåt som kan hända vem som helst - Mathias Holmgren - Pageboy - Elliot Page - Mannen, myten, minglet - Michael Bindefeld | - Signe Krantz, förbundsledare Transammans - Markus Gisslén, aktiv på RFSL Sjuhärad och Borås Pride - Albin Ganovic, eventskapare i Skåne - Jan Jönsson - Gabriel Eurell och Per-Olof Eurell, för sitt engagemang att göra den evangelikala kyrkan inkluderande |
| Årets scen | Årets film |
| - Änglagård - Moulin rouge, scenversion - Everybody’s talking about Jamie - Bögen är lös (i magen), av och med Edvin Törnblom - Klaus Nomi, monolog med Richard Hamrin om sångaren Klaus Nomi         | - Barbie - Nuovo Olimpo - Red, White & Royal Blue - Min enastående mamma - Konferensen |
| Årets TV | Årets låt |
| - Drag Race Sverige - Tore - Förrädarna - Heartstopper - Att bli Lee | - Unna daj – Elecktra - Padam padam – Kylie Minogue - Tattoo – Loreen - Flowers – Miley Cyrus - I natt (inget stoppar oss nu) – Ellen Krauss |